# Liga de Diamante 2015
La Liga de Diamante 2015 fue la sexta edición del evento organizado por la IAAF, que entregó el Trofeo de diamante a cada uno de los atletas que acumuló más puntos en las 32 disciplinas atléticas repartidas en ramas masculina y femenina, después de catorce fechas alrededor del mundo. Fueron siete las ocasiones en las que cada prueba otorgó puntos a lo largo de la temporada.

## Reglas de la competición
A continuación las reglas para el otorgamiento de puntos y premios de los ganadores:
- Cada prueba otorga puntos en siete reuniones en toda la temporada.
- Los puntos para cada reunión son: 4 para el primer lugar; 2 para el segundo y 1 para el tercero. La última reunión otorga el doble de puntos.
- El atleta que acumule más puntos al final de la temporada es el ganador absoluto de la prueba; en caso de empate el ganador se decidirá por el que haya logrado el mayor número de victorias, y si todavía persiste la igualdad, el ganador será decidido por el resultado de la última reunión.
- Para ser el ganador absoluto de una prueba es necesaria la participación del atleta en la última reunión.
- En la final de cada prueba, en cada reunión, los participantes se harán acreedores a los siguientes premios en efectivo: $10.000 para el primer lugar; $6.000 para el segundo; $4.000 para el tercero; $3.000 para el cuarto; $2.500 para el quinto; $2.000 para el sexto; $1.500 para el séptimo y $1.000 para el octavo.
- El ganador absoluto de la prueba se hace acreedor al Trofeo de diamante más $40.000 en efectivo.

## Calendario
| Fecha            | Nombre                       | Estadio                        | Ciudad      | País           |
| ---------------- | ---------------------------- | ------------------------------ | ----------- | -------------- |
| 15 de mayo       | Doha Diamond League          | Estadio Qatar SC               | Doha        | Catar          |
| 17 de mayo       | Shanghai Golden Grand Prix   | Estadio de Shanghái            | Shanghái    | China          |
| 29-30 de mayo    | Prefontaine Classic          | Hayward Field                  | Eugene      | Estados Unidos |
| 4 de junio       | Golden Gala                  | Estadio Olímpico de Roma       | Roma        | Italia         |
| 7 de junio       | British Ahtletics Grand Prix | Alexander Stadium              | Birmingham  | Reino Unido    |
| 11 de junio      | ExxonMobile Bislett Games    | Bislett Stadion                | Oslo        | Noruega        |
| 13 de junio      | Adidas Grand Prix            | Icahn Stadium                  | Nueva York  | Estados Unidos |
| 4 de julio       | Meeting Areva                | Stade de France                | Saint-Denis | Francia        |
| 9 de julio       | Athletissima                 | Stade Olympique de la Pontaise | Lausana     | Suiza          |
| 17 de julio      | Herculis                     | Stade Louis II                 | Mónaco      | Mónaco         |
| 24-25 de julio   | Aniversary Games             | Estadio Olímpico de Londres    | Londres     | Reino Unido    |
| 30 de julio      | DN Galan                     | Estadio Olímpico de Estocolmo  | Estocolmo   | Suecia         |
| 3 de septiembre  | Weltklasse Zürich            | Letzigrund Stadium             | Zúrich      | Suiza          |
| 11 de septiembre | Memorial van Damme           | Estadio Rey Balduino           | Bruselas    | Bélgica        |

## Posiciones

### Masculino
Nota: En la parte inferior de cada tabla se indican las estadísticas del ganador de cada prueba atlética, las cuales corresponden a posición, marca y sede en la que se desarrolló cada evento en el que obtuvo puntos de manera sucesiva según el calendario.
| Pos.                                                                          | Atleta        | Pts. |
| ----------------------------------------------------------------------------- | ------------- | ---- |
| 1                                                                             | Justin Gatlin | 20   |
| 2                                                                             | Jimmy Vicaut  | 7    |
| 3                                                                             | Mike Rodgers  | 5    |
| 4                                                                             | Femi Ogunode  | 4    |
| 5                                                                             | Asafa Powell  | 4    |
| 6                                                                             | Nesta Carter  | 1    |
| 1°: 9,74 s, Doha; 1°: 9,75 s, Roma; 1°: 9,78 s, Mónaco; 1°: 9,98 s, Bruselas. |               |      |

| Pos.                                                                | Atleta          | Pts. |
| ------------------------------------------------------------------- | --------------- | ---- |
| 1                                                                   | Alonso Edward   | 16   |
| 2                                                                   | Anaso Jobodwana | 11   |
| 3                                                                   | Rasheed Dwyer   | 4    |
| 4                                                                   | Nickel Ashmeade | 2    |
| 5                                                                   | Isiah Young     | 1    |
| 1°: 20,33 s, Shanghái; 1°: 20,04 s, Estocolmo; 1°: 20,03 s, Zúrich. |                 |      |

| Pos.                                                                                 | Atleta            | Pts. |
| ------------------------------------------------------------------------------------ | ----------------- | ---- |
| 1                                                                                    | Kirani James      | 14   |
| 2                                                                                    | LaShawn Merritt   | 11   |
| 3                                                                                    | Wayde van Niekerk | 10   |
| 4                                                                                    | Steven Gardiner   | 4    |
| 5                                                                                    | David Verburg     | 3    |
| 6                                                                                    | Luguelín Santos   | 2    |
| 1°: 44,66 s, Shanghái; 1°: 39,45 s, Eugene; 2°: 44,17 s, París; 2°: 44,28 s, Zúrich. |                   |      |

| Pos. | Atleta                | Pts. |
| --- | --------------------- | ---- |
| 1 | Nijel Amos            | 16   |
| 2 | Adam Kszczot          | 10   |
| 3 | Amel Tuka             | 6    |
| 4 | Mohammed Aman         | 4    |
| 5 | Pierre-Ambroise Bosse | 1    |
| 6 | Alfred Kipketer       | 1    |
| 2°: 1:43,80, Roma; 1°: 1:46,77, Birmingham; 1°: 1:43,27, Lausana; 2°: 1:42,66, Mónaco; 2°: 1:45,25, Bruselas. |                       |      |

| Pos.                                                                               | Atleta          | Pts. |
| ---------------------------------------------------------------------------------- | --------------- | ---- |
| 1                                                                                  | Asbel Kiprop    | 17   |
| 2                                                                                  | Silas Kiplagat  | 10   |
| 3                                                                                  | Elijah Manangoi | 4    |
| 4                                                                                  | Robert Biwott   | 2    |
| 4                                                                                  | Jakub Holuša    | 2    |
| 6                                                                                  | Ronald Kwemoi   | 1    |
| 3°: 3:51,25, Eugene; 1°: 3:51,45, Oslo; 1°: 3:54,87, Londres; 1°: 3:35,79, Zúrich. |                 |      |

| Pos.                                                               | Atleta            | Pts. |
| ------------------------------------------------------------------ | ----------------- | ---- |
| 1                                                                  | Yomif Kejelcha    | 14   |
| 2                                                                  | Hagos Gebrhiwet   | 9    |
| 3                                                                  | Thomas Longosiwa  | 5    |
| 4                                                                  | Caleb Ndiku       | 4    |
| 4                                                                  | Ben True          | 4    |
| 6                                                                  | Isaiah Koech      | 3    |
| 7                                                                  | Yenew Alamirew    | 2    |
| 7                                                                  | Abdalaati Iguider | 2    |
| 1°: 12:58,39, Roma; 2°: 13:12,59, Lausana; 1°: 12:53,98, Bruselas. |                   |      |

| Pos. | Atleta              | Pts. |
| --- | ------------------- | ---- |
| 1 | Jairus Birech       | 20   |
| 2 | Paul Kipsiele Koech | 12   |
| 3 | Conseslus Kipruto   | 9    |
| 4 | Evan Jager          | 4    |
| 4 | Ezekiel Kemboi      | 4    |
| 6 | Brahim Taleb        | 2    |
| 2°: 1:43,80, Roma; 1°: 1:46,77, Birmingham; 1°: 8:05,36, Shanghái; 2°: 8:01,83, Eugene; 1°: 8:05,63, Oslo; 1°: 7:58,83, París; 2°: 8:09,81, Londres; 2°: 8:15,64, Zúrich. |                     |      |

| Pos. | Atleta                  | Pts. |
| --- | ----------------------- | ---- |
| 1 | David Oliver            | 16   |
| 2 | Orlando Ortega          | 12   |
| 3 | Sergey Shubenkov        | 11   |
| 4 | Pascal Martinot-Lagarde | 6    |
| 4 | Jason Richardson        | 6    |
| 6 | Garfield Darien         | 1    |
| 1°: 13,17 s, Shanghái; 3°: 13:14 s, Eugene; 1°: 13:19 s, Nueva York; 2°: 12:98 s, París; 3°: 13:24 s, Estocolmo; 2°: 13:30 s, Zúrich. |                         |      |

| Pos. | Atleta              | Pts. |
| --- | ------------------- | ---- |
| 1 | Bershawn Jackson    | 18   |
| 2 | Johnny Dutch        | 9    |
| 2 | Jeffery Gibson      | 9    |
| 4 | Louis Jacob van Zyl | 4    |
| 5 | Kariem Hussein      | 2    |
| 6 | Thomas Barr         | 1    |
| 1°: 48,09 s, Doha; 2°: 48,22 s, Eugene; 1°: 48,71 s, Lausana; 1°: 48,23 s, Mónaco; 2°: 48,76 s, Bruselas. |                     |      |

| Pos. | Atleta             | Pts. |
| --- | ------------------ | ---- |
| 1 | Mutaz Essa Barshim | 16   |
| 2 | Zhang Guowei       | 12   |
| 3 | Bohdan Bondarenko  | 11   |
| 4 | JaCorian Duffield  | 6    |
| 4 | Daniil Tsyplakov   | 6    |
| 6 | Gianmarco Tamberi  | 1    |
| 7 | Donald Thomas      | 1    |
| 1°: 2,38 m, Shanghái; 1°: 2:41 m, Eugene; 3°: 2,33 m, Oslo; 3°: 2:28 m, Londres; 2°: 2,29 m, Estocolmo; 1°: 2,32 m, Zúrich. |                    |      |

| Pos.                                                                                                 | Atleta                 | Pts. |
| --- | ---------------------- | ---- |
| 1 | Renaud Lavillenie      | 21   |
| 2 | Konstadinos Filippidis | 12   |
| 3 | Shawnacy Barber        | 4    |
| 3 | Sam Kendricks          | 4    |
| 3 | Paweł Wojciechowski    | 4    |
| 6 | Raphael Holzdeppe      | 3    |
| 6 | Germán Chiaraviglio    | 1    |
| 1°: 6,05 m, Eugene; 1°: 5,91 m, Roma; 3°: 5,76 m, Lausana; 1°: 5,92 m, Mónaco; 1°: 5,95 m, Bruselas. |                        |      |

| Pos. | Atleta                 | Pts. |
| --- | ---------------------- | ---- |
| 1 | Greg Rutherford        | 21   |
| 2 | Marquis Dendy          | 10   |
| 3 | Mike Hartfield         | 8    |
| 4 | Aleksandr Menkov       | 5    |
| 5 | Fabrice Lapierre       | 3    |
| 6 | Jeff Henderson         | 2    |
| 7 | Godfrey Khotso Mokoena | 1    |
| 7 | Wang Jianan            | 1    |
| 1°: 8,35 m, Birmingham; 1°: 8,25 m, Oslo; 3°: 8,18 m, Londres; 1°: 8,34 m, Estocolmo; 1°: 8,32 m, Zúrich. |                        |      |

| Pos. | Atleta           | Pts. |
| --- | ---------------- | ---- |
| 1 | Christian Taylor | 22   |
| 2 | Pedro Pichardo   | 20   |
| 3 | Omar Craddock    | 3    |
| 4 | Lyukman Adams    | 2    |
| 4 | Alexis Copello   | 2    |
| 6 | Tosin Oke        | 1    |
| 2°: 18,04 m, Doha; 1°: 17,40 m, Birmingham; 1°: 18,06 m, Lausana; 1°: 17,75 m, Mónaco; 1°: 17,59 m, Bruselas. |                  |      |

| Pos. | Atleta           | Pts. |
| --- | ---------------- | ---- |
| 1 | Joe Kovacs       | 16   |
| 2 | David Storl      | 14   |
| 3 | Thomas Walsh     | 9    |
| 4 | Reese Hoffa      | 4    |
| 4 | O'Dayne Richards | 4    |
| 6 | Ryan Whiting     | 2    |
| 1°: 22,12 m, Eugene; 1°: 21,67 m, Nueva York; 2°: 21,71 m, Lausana; 1°: 22,56 m, Mónaco; 3°: 21,35 m, Bruselas. |                  |      |

| Pos. | Atleta            | Pts. |
| --- | ----------------- | ---- |
| 1 | Piotr Małachowski | 21   |
| 2 | Robert Urbanek    | 19   |
| 3 | Philip Milanov    | 6    |
| 4 | Gerd Kanter       | 3    |
| 5 | Vikas Gowda       | 2    |
| 1°: 64,65 m, Shanghái; 1°: 65,59 m, Eugene; 3°: 62,32 m, Oslo; 1°: 65,57 m, París; 1°: 65,95 m, Estocolmo; 2º: 65,04 m, Zúrich. |                   |      |

| Pos.                                                                                 | Atleta           | Pts. |
| ------------------------------------------------------------------------------------ | ---------------- | ---- |
| 1                                                                                    | Tero Pitkämäki   | 17   |
| 2                                                                                    | Vítězslav Veselý | 15   |
| 3                                                                                    | Keshorn Walcott  | 8    |
| 4                                                                                    | Julius Yego      | 6    |
| 5                                                                                    | Thomas Röhler    | 4    |
| 6                                                                                    | Jakub Vadlejch   | 1    |
| 1°: 88,62 m, Doha; 3°: 87,44 m, Lausana; 1°: 88,87 m, Mónaco; 1°: 87,37 m, Bruselas. |                  |      |

### Femenino
| Pos.                                                                                  | Atleta                  | Pts. |
| ------------------------------------------------------------------------------------- | ----------------------- | ---- |
| 1                                                                                     | Shelly-Ann Fraser-Pryce | 20   |
| 2                                                                                     | Blessing Okagbare       | 12   |
| 3                                                                                     | Tori Bowie              | 7    |
| 4                                                                                     | Veronica Campbell-Brown | 2    |
| 5                                                                                     | Michelle-Lee Ahye       | 1    |
| 5                                                                                     | Natasha Morrison        | 1    |
| 1°: 10,81 s, Eugene; 1°: 10,74 s, París; 1°: 10,93 s, Estocolmo; 1°: 10,93 s, Zúrich. |                         |      |

| Pos.                                                                                     | Atleta          | Pts. |
| ---------------------------------------------------------------------------------------- | --------------- | ---- |
| 1                                                                                        | Allyson Felix   | 14   |
| 2                                                                                        | Dafne Schippers | 12   |
| 3                                                                                        | Jeneba Tarmoh   | 9    |
| 4                                                                                        | Candyce McGrone | 4    |
| 5                                                                                        | Elaine Thompson | 2    |
| 6                                                                                        | Sherone Simpson | 1    |
| 1°: 21,98 s, Doha; 2°: 22,29 s, Birmingham; 1°: 22,09 s, Lausana; 2°: 22,22 s, Bruselas. |                 |      |

| Pos. | Atleta                  | Pts. |
| --- | ----------------------- | ---- |
| 1 | Francena McCorory       | 20   |
| 2 | Shaunae Miller          | 14   |
| 3 | Stephenie Ann McPherson | 12   |
| 4 | Christine Day           | 1    |
| 4 | Natasha Hastings        | 1    |
| 4 | Novlene Williams-Mills  | 1    |
| 1°: 50,21 s, Doha; 1°: 50,36 s, Roma; 1°: 49,86 s, Nueva York; 1°: 49,83 s, Mónaco; 2º: 50,59 s, Bruselas. |                         |      |

| Pos. | Atleta              | Pts. |
| --- | ------------------- | ---- |
| 1 | Eunice Jepkoech Sum | 24   |
| 2 | Lyncey Sharp        | 7    |
| 3 | Renelle Lamote      | 4    |
| 4 | Rose Mary Almanza   | 2    |
| 4 | Sifan Hassan        | 2    |
| 4 | Fabienne Kohlmann   | 2    |
| 4 | Brenda Martínez     | 2    |
| 8 | Selina Büchel       | 1    |
| 8 | Chanelle Price      | 1    |
| 1°: 2:00,28 s, Shanghái; 1°: 1:57,82 s, Eugene; 1°: 1:56,99 s, París; 1°: 1:58,44 s, Londres; 1º: 1:59,14, Zúrich. |                     |      |

| Pos. | Atleta           | Pts. |
| --- | ---------------- | ---- |
| 1 | Sifan Hassan     | 18   |
| 2 | Faith Kipyegon   | 12   |
| 3 | Dawit Seyaum     | 6    |
| 4 | Jennifer Simpson | 5    |
| 5 | Shannon Rowbury  | 3    |
| 6 | Abeba Aregawu    | 2    |
| 2°: 4:01,40, Doha; 2°: 3:59,68, Roma; 1°: 4:00,30, Birmingham; 1°: 4:02,36, Lausana; 2º: 3:56,05, Mónaco; 2º: 4:18,20, Bruselas. |                  |      |

| Pos.                                                                                | Atleta           | Pts. |
| ----------------------------------------------------------------------------------- | ---------------- | ---- |
| 1                                                                                   | Genzebe Dibaba   | 16   |
| 2                                                                                   | Almaz Ayana      | 14   |
| 3                                                                                   | Mercy Cherono    | 5    |
| 3                                                                                   | Senbere Teferi   | 5    |
| 5                                                                                   | Viola Kibiwot    | 3    |
| 6                                                                                   | Renata Plis      | 2    |
| 7                                                                                   | Vivian Cheruiyot | 1    |
| 1°: 14:19,76, Eugene; 1°: 14:21,29, Oslo; 1°: 14:15,41, París; 2°: 8:26,54, Zúrich. |                  |      |

| Pos. | Atleta          | Pts. |
| --- | --------------- | ---- |
| 1 | Virginia Nganga | 15   |
| 2 | Hyvin Jepkemoi  | 13   |
| 3 | Habiba Ghribi   | 12   |
| 4 | Hiwot Ayalew    | 9    |
| 5 | Sofía Assefa    | 2    |
| 6 | Lidya Chepkurui | 1    |
| 6 | Emma Coburn     | 1    |
| 1°: 9:21,51, Doha; 2°: 9:15,75, Roma; 1°: 9:24,01, Birmingham; 1°: 9:16,99, Lausana; 3°: 9:13,85, Mónaco. |                 |      |

| Pos.                                                                                     | Atleta         | Pts. |
| ---------------------------------------------------------------------------------------- | -------------- | ---- |
| 1                                                                                        | Dawn Harper    | 18   |
| 2                                                                                        | Sharika Nelvis | 14   |
| 3                                                                                        | Jasmin Stowers | 12   |
| 4                                                                                        | Tiffany Porter | 3    |
| 2°: 12,59 s, Roma; 1°: 12:58 s, Birmingham; 1°: 12:55 s, Lausana; 1°: 12:63 s, Bruselas. |                |      |

| Pos. | Atleta              | Pts. |
| --- | ------------------- | ---- |
| 1 | Zuzana Hejnová      | 22   |
| 2 | Kaliese Spencer     | 12   |
| 3 | Sara Slott Petersen | 8    |
| 4 | Georganne Moline    | 6    |
| 5 | Cassandra Tate      | 5    |
| 3°: 55,00 s, Birmingham; 3°: 55,14 s, Oslo; 1°: 53,76 s, París; 1°: 53,99 s, Londres; 1°: 54,37 s, Estocolmo; 1°: 54,47 s, Zúrich. |                     |      |

| Pos. | Atleta          | Pts. |
| --- | --------------- | ---- |
| 1 | Ruth Beitia     | 14   |
| 2 | María Kuchina   | 13   |
| 3 | Anna Chicherova | 10   |
| 4 | Kamila Lićwinko | 5    |
| 5 | Erika Kinsey    | 1    |
| 5 | Isobel Podley   | 1    |
| 1°: 2,00 m, Roma; 1°: 1,97 m Nueva York; 2°: 1,94 m, Lausana; 2°: 1,97 m, Mónaco; 3°: 1,93 m, Bruselas. |                 |      |

| Pos. | Atleta                 | Pts. |
| --- | ---------------------- | ---- |
| 1 | Nikoleta Kyriakopoulou | 24   |
| 2 | Fabiana Murer          | 14   |
| 3 | Yarisley Silva         | 11   |
| 4 | Anzhelika Sidorova     | 5    |
| 5 | Ekaterini Estefanidi   | 3    |
| 1°: 4,73 m, Shanghái; 2°: 4,80 m, Nueva York; 1°: 4,83 m, París; 1°: 4,79 m, Londres; 2°: 4,76 m, Estocolmo; 1°: 4,77 m, Zúrich. |                        |      |

| Pos. | Atleta            | Pts. |
| --- | ----------------- | ---- |
| 1 | Tianna Bartoletta | 20   |
| 2 | Ivana Španović    | 12   |
| 3 | Shara Proctor     | 9    |
| 4 | Christabel Nettey | 8    |
| 5 | Daria Klíshina    | 4    |
| 6 | Lorraine Ugen     | 2    |
| 1°: 6,99 m, Doha; 1°: 7,11 m, Eugene; 2°: 6,89 m, Nueva York; 1°: 6,86 m, Lausana; 2°: 6,76 m, Mónaco; 2º: 6,97 m, Zúrich. |                   |      |

| Pos. | Atleta                  | Pts. |
| --- | ----------------------- | ---- |
| 1 | Caterine Ibargüen       | 28   |
| 2 | Olga Rypakova           | 7    |
| 3 | Ekaterina Koneva        | 6    |
| 4 | Hanna Knyazyeva-Minenko | 5    |
| 5 | Kimberly Williams       | 3    |
| 6 | Gabriela Petrova        | 2    |
| 1°: 14,85 m, Shanghái; 1°: 15,18 m, Eugene; 1°: 14,68 m, Oslo; 1°: 14,87 m, París; 1°: 14,69 m, Estocolmo; 1°: 14,60 m, Bruselas. |                         |      |

| Pos. | Atleta              | Pts. |
| --- | ------------------- | ---- |
| 1 | Christina Schwanitz | 26   |
| 2 | Michelle Carter     | 13   |
| 3 | Anita Márton        | 3    |
| 4 | Tia Brooks          | 2    |
| 5 | Brittany Smith      | 1    |
| 2°: 19,94 m, Shanghái; 1°: 19,68 m Birmingham; 1°: 20,14 m, Oslo; 1°: 20,31 m, París; 1°: 20,13 m, Estocolmo; 1º: 19,91 m, Zúrich. |                     |      |

| Pos. | Atleta               | Pts. |
| --- | -------------------- | ---- |
| 1 | Sandra Perković      | 30   |
| 2 | Yaimé Pérez          | 7    |
| 3 | Denia Caballero      | 5    |
| 4 | Nadine Müller        | 4    |
| 5 | Mélina Robert-Michon | 2    |
| 1°: 68,10 m, Doha; 1°: 67,92 m, Roma; 1°: 69,23 m, Birmingham; 1°: 68,44 m, Nueva York; 2°: 67,06 m, Lausana; 1º: 66,80 m, Mónaco; 1º: 67,50 m, Bruselas. |                      |      |

| Pos. | Atleta              | Pts. |
| --- | ------------------- | ---- |
| 1 | Barbora Špotáková   | 19   |
| 2 | Sunette Viljoen     | 7    |
| 3 | Madara Palameika    | 5    |
| 4 | Elizabeth Gleadle   | 4    |
| 4 | Lü Huihui           | 4    |
| 4 | Christina Obergföll | 4    |
| 7 | Karthrina Molitor   | 2    |
| 7 | Kara Winger         | 2    |
| 9 | Linda Stahl         | 1    |
| 3°: 64,10 m, Oslo; 1°: 64,42 m, París; 3°: 65,00 m, Londres; 1°: 65,66 m, Estocolmo; 1º: 64,31 m, Zúrich. |                     |      |